# Internet Explorer 11
Internet Explorer 11 è stata l'ultima versione del browser Internet Explorer, sviluppato da Microsoft che sostituisce Internet Explorer 10.

## Storia
Fu rilasciato inizialmente il 26 giugno 2013 con Windows 8.1 Preview, il 25 luglio dello stesso anno ne venne pubblicata la versione preview per Windows 7 e Windows Server 2008 R2.
La versione definitiva fu pubblicata il 17 ottobre 2013 inclusa in Windows 8.1. A partire dal 7 novembre 2013 Internet Explorer 11 era disponibile anche per Windows 7. Per gli utenti di Windows 8 era necessario effettuare l'aggiornamento a Windows 8.1 per usufruire di Internet Explorer 11 in quanto non era installabile sulla vecchia versione del sistema operativo.
Windows 10 e Windows Server 2016 includono Internet Explorer 11 (sebbene non ci sia il collegamento diretto nel menù start, in quanto il browser predefinito è Edge).
Dal 15 giugno 2022 non è più distribuito ed è rimasto disponibile solo per Windows 7 ESU, Windows 8.1 e in tutte le versioni di Windows 10 LTSC client, IoT e Windows Server. Dal 14 febbraio 2023 IE11 è stato disabilitato (tramite un aggiornamento di Windows 10 che opera in maniera silente). Anche se si clicca sull'icona l'applicazione non è lanciata. In caso fosse necessario occorre usare Edge agendo sulla funzione "compatibile con IE".
La modalità compatibilità di Edge per i siti compatibili con Internet Explorer sarà tuttavia supportata solo fino al 2029 e gli utenti verranno avvisati un anno prima del ritiro tramite un'apposita notifica.

## Novità
Nella versione Modern, Microsoft ha effettuato un restyling eliminando la barra superiore, integrandola in quella inferiore e lasciandola minimamente visibile, poiché nella versione precedente alcuni utenti riscontravano difficoltà a richiamarla.